# Stefan Heym
Stefan Heym pseudonimo di Helmut Flieg (Chemnitz, 10 aprile 1913 – Ein Bokek, 16 dicembre 2001) è stato uno scrittore tedesco statunitense.
Visse negli Stati Uniti d'America (e fece parte dell'esercito statunitense in Europa) tra il 1935 e il 1952, prima di far ritorno in quella parte della Germania che all'epoca costituiva la Repubblica Democratica Tedesca (DDR, "Germania Est"). Pubblicò diverse opere in inglese e in tedesco, sia nella Repubblica Democratica Tedesca che all'estero, e nonostante la sua protratta critica della DDR restò un convinto socialista.

## Vita

### Infanzia e giovinezza
Helmut Flieg, nato in una famiglia di commercianti ebrei a Chemnitz, fu un antifascista fin dalla più tenera età. Su istigazione dei nazisti della sua città venne espulso nel 1931 dal locale Gymnasium a causa di una poesia pacifista. Completò i suoi studi a Berlino, e iniziò a studiare giornalismo in quella città. Dopo l'incendio del Reichstag del 1933 fuggì in Cecoslovacchia, dove assunse il nome di Stefan Heym per evitare rappresaglie contro la sua famiglia, rimasta nel Reich nazista.

### Stati Uniti d'America
Nel 1935 ricevette una borsa di studio da un'associazione studentesca ebraica, e si recò negli Stati Uniti d'America per continuare i suoi studi universitari alla University of Chicago, che concluse nel 1936 con una dissertazione sul poeta tedesco Heinrich Heine. Tra 1937 e 1939 risiedette a New York lavorando come caporedattore del settimanale in lingua tedesca Deutsches Volksecho, politicamente vicino al Partito Comunista degli Stati Uniti d'America. Dopo la cessazione della pubblicazione del giornale nel novembre del 1939, Heym lavorò come scrittore in inglese, e raggiunse il successo con il suo primo romanzo, Hostages (1942), che divenne un best seller.
Dal 1943 Heym, che ormai era cittadino statunitense, contribuì allo sforzo militare della Seconda guerra mondiale. In qualità di membro dei Ritchie Boys, un'unità di guerra psicologica sotto il comando del profugo Hans Habe, partecipò allo sbarco di Normandia nel 1944. Il suo lavoro consisteva nella scrittura di testi mirati a influenzare i soldati della Wehrmacht, che venivano disseminati tramite volantini, trasmissioni radiofoniche e altoparlanti. Queste esperienze formano lo sfondo del suo secondo romanzo The Crusaders, e furono la base di Reden an den Feind (Speeches to the Enemy), una raccolta dei suoi testi di propaganda.  Dopo la guerra Heym diresse il giornale Ruhrzeitung a Essen, quindi divenne redattore della Neue Zeitung a Monaco, uno dei più importanti quotidiani pubblicati dalle forze di occupazione alleate. A causa delle sue simpatie per l'Unione Sovietica Heym fu trasferito negli Stati Uniti d'America alla fine del 1945 e congedato a causa del suo atteggiamento "filocomunista".
Negli anni seguenti lavorò ancora una volta come scrittore. Nel 1952 rinunciò al suo grado nell'esercito degli Stati Uniti, alle sue decorazioni e alla cittadinanza statunitense in protesta contro la Guerra di Corea e il maccartismo e si trasferì prima a Praga, e l'anno dopo nella Germania Est.

### Nella Germania Est
Nella DDR Heym ricevette inizialmente un trattamento privilegiato in quanto profugo antifascista tornato in patria. Visse con sua moglie in una villa offertagli dallo stato a Berlino-Grünau. Dal 1953 al 1956 lavorò per il quotidiano Berliner Zeitung, dopodiché si dedicò quasi esclusivamente alla letteratura. Nei primi anni della sua vita nella DDR Heym, convinto socialista, sostenne il regime della Germania Est con romanzi e altre opere decisamente socialiste. Questi libri, che Heym continuava a scrivere in inglese, venivano pubblicati da una casa editrice appositamente fondata per lui, la Seven Seas Publishers, e le traduzioni in tedesco venivano stampate con grandi tirature.
Il contrasto con l'apparato statale della DDR si manifestò a partire dal 1956, perché, nonostante la destalinizzazione del governo, la pubblicazione del libro di Heym sulla rivolta degli operai del 17 giugno 1953, Five Days in June, venne proibita. La tensione s'inasprì ulteriormente dopo il 1965, quando Erich Honecker attaccò Heym durante una conferenza del Partito Socialista Unificato di Germania (SED). Nel 1969 Heym fu condannato per un'infrazione ai regolamenti che controllavano gli scambi culturali dopo la puhblicazione del suo romanzo Lassalle nella Germania Ovest. Ciononostante fu in grado di lasciare la DDR per compiere viaggi all'estero, come la sua visita di due mesi negli Stati Uniti d'America nel 1978, e i suoi libri continuarono ad essere pubblicati, anche se con tirature esigue, nella DDR.
Nel 1976 Heym fu tra gli intellettuali della DDR che firmarono la petizione di protesta contro l'esilio di Wolf Biermann. Da quel momento Heym poté pubblicare le sue opere solo in Occidente, e cominciò a scrivere in tedesco. Nel 1979 fu nuovamente accusato di aver violato i controlli sugli scambi culturali ed espulso dall'associazione degli scrittori della DDR. Heym espresse il suo sostegno alla riunificazione tedesca già nel 1982, e durante gli anni ottanta sostenne il movimento per i diritti civili nella DDR, e tenne dei discorsi durante le manifestazioni a Berlino Est nell'autunno del 1989.

### Dopo la riunificazione
Negli anni che seguono la riunificazione Heym criticò la discriminazione contro i tedeschi orientali che tentavano di integrarsi con la Repubblica Federale tedesca, e sostenne l'idea di un'alternativa socialista al capitalismo della Germania riunificata. Heym si presentò nelle elezioni del Bundestag del 1994 come indipendente nella lista aperta dell'allora Partito del Socialismo Democratico, e venne eletto al Bundestag come rappresentante di Berlino-Mitte/Prenzlauer Berg. In quanto deputato più anziano, tenne il discorso inaugurale del nuovo parlamento nel novembre del 1994, ma diede le sue dimissioni nell'ottobre del 1995 per protestare contro un programmato emendamento della costituzione che aumentava i rimborsi spese dei deputati. Nel 1997 fu tra i firmatari della "Dichiarazione di Erfurt", che chiedeva un'alleanza rosso-verde tra SPD e Alleanza 90/I Verdi per formare un governo di minoranza sostenuto dal Partito del Socialismo Democratico dopo le elezioni federali del 1998. Morì improvvisamente di infarto a Ein Bokek in Israele mentre partecipava a una conferenza su Heinrich Heine.
Heym è stato insignito di dottorati onorari dall'Università di Berna (1990) e dalla University of Cambridge (1991), e della cittadinanza onoraria di Chemnitz, la sua città di nascita (2001). Ha anche ricevuto il Jerusalem Prize (1993) per la letteratura "per la libertà dell'individuo nella società", e la medaglia della pace da parte dell'IPPNW.  In precedenza aveva vinto il Premio Heinrich Mann (1953), e il Premio Nazionale della DDR di 2ª classe (1959).
Venne sepolto nel cimitero ebraico di Berlino-Weißensee.

## Opere

### Scritte in inglese
- Nazis in U.S.A., New York 1938
- Hostages, New York 1942
- Of Smiling Peace, Boston 1944
- I crociati in Europa (The Crusaders), Boston 1948
- The Eyes of Reason, Boston 1951
- La città è nostra (Goldsborough, Leipzig 1953)
- The Cannibals and Other Stories, Berlin 1958
- The Cosmic Age, New Delhi 1959
- Shadows and Lights, London 1963
- The Lenz Papers, London 1964 - tratta della fallita rivoluzione tedesca del 1848
- The Architects, Northwestern 2005, ISBN 0-8101-2044-5 (pubblicato in tedesco come Die Architekten, Munich 2000)
- Uncertain Friend, London 1969
- The King David Report, New York 1973
- The Queen against Defoe, London 1975
- 5 giorni in giugno (Five Days in June), London 1977 - Riguarda le rivolte del 1953 nella DDR

### Scritte in tedesco
- Il tradimento del compagno Collin (Collin) (1979)
- Ahasver (1981), pubblicato in inglese come The Wandering Jew (1984)
- Schwarzenberg (1984) - sulla Libera Repubblica di Schwarzenberg
- Costruito sulla sabbia: sette storie dal recente passato (Auf Sand gebaut: Sieben Geschichten aus der unmittelbaren Vergangenheit) (1992)